# I tre moschettieri (film 1935)
I tre moschettieri (The Three Musketeers) è un film del 1935 diretto da Rowland V. Lee.

## Trama
D'Artagnan entra a far parte della squadra speciale di sorveglianza di Luigi XIV. Tra i soldati trova l'amicizia in Aramis, Athos e Porthos e così iniziano le sue avventure contro i prepotenti e i nemici del re. Infatti poco tempo dopo D'Artagnan viene incaricato dal cardinal Richelieu di scoprire se tra la madre del Re e il conte di Buckingham vi sia una relazione amorosa.

## Produzione
Il film fu prodotto dalla RKO Radio Pictures.

## Distribuzione
Distribuito dalla RKO Radio Pictures, il film fu presentato in prima il 7 ottobre 1935. Uscì nelle sale cinematografiche USA il 1º novembre 1935.

## Manifesti e locandine
- La realizzazione dei manifesti fu affidata al pittore cartellonista Anselmo Ballester.
- Il bozzetto